# نئوپالپا دونالد ترامپی
نئوپالپا دونالد ترامپی (نام علمی: Neopalpa donaldtrumpi) نام یک گونه از سرده نئوپالپا است. این گونه در سال ۲۰۱۷ توسط دانشمند ایرانی کانادایی ارمنی‌تبار، وازریک نظری توصیف شد. فلس‌های زرد و سفید آن تصویر موهای دونالد ترامپ را تداعی می‌کرد و نظری به این دلیل اسم این بید یا شب‌پره را شبیه دونالد ترامپ گذاشت تا توجه عمومی را به گونه‌های توصیف نشده و در حال انقراض آمریکا جلب کند.